# Atractus obesus
Atractus obesus là một loài rắn trong họ Colubridae. Loài này được Marx mô tả khoa học đầu tiên năm 1960.